# Ivan Hitrec
Ivan "Ico" Hitrec (Zágráb, 1911. április 13. – 1946. október 11.) jugoszláv válogatott horvát labdarúgó, edző.

## Pályafutása

### Klubcsapatokban
Nemzetközi hírnevét akkor alapozta meg, amikor 1931-ben klubcsapata, a zágrábi HAŠK színeiben a Real Madrid elleni mérkőzésen kétszer is betalált a posztján a kor legjobbjának tartott Ricardo Zamora hálójába. Az év nyarán az első horvát légiósok egyikeként külföldre szerződött, és a svájci Grasshopper Club Zürich labdarúgója lett. Abban az évben a Kicker című sportmagazin Európa legjobbjai közé sorolta. Pályafutása során hazájában viselte még a Krajišnik Banja Luka	és a Sparta Zagreb mezét is, majd visszatért a HAŠK csapatához, akikkel 1938-ban jugoszláv bajnok volt és ahol 1940-ig sportolt aktívan. Korszakának egyik leggyorsabb labdarúgója volt, a 100 métert 12 másodperc alatt futotta le.

### A válogatottban
A jugoszláv válogatottban tizennégy alkalommal lépett pályára és tíz gólt szerzett. Egyike volt annak a hét horvát játékosnak akik nem akartak pályára lépni a jugoszláv nemzeti csapatban az 1930-as világbajnokságon, miután a Jugoszláv labdarúgó-szövetség székhelye Zágrábból Belgrádba került áthelyezésre.

## Edzőként és sportvezetőként
A második világháború alatt a horvát Tudományos és Művészeti Akadémia műszaki tisztje volt. A világháborút követően a Dinamo egyik első tisztviselője lett, miután 1945-ben munkatermében gyűltek össze a polgári élet legjelentősebb szereplői, majd alapították meg a később Dinamo Zagreb néven ismertté vált klubot. Rövid ideig edzősködött is, az OSK Mladost szakmai munkáját irányította.

## Sikerei, díjai
Grasshopper Club Zürich
- Svájci Kupa-győztes: 1932

HAŠK
- Jugoszláv bajnok: 1937–38